# Dos mundos
| Críticas profissionais | Críticas profissionais |
| Avaliações da crítica  | Avaliações da crítica  |
| Fonte                  | Avaliação              |
| ---------------------- | ---------------------- |
| Allmusic (Evolución)   | [ 1 ]                  |
| Allmusic (Tradición)   | [ 2 ]                  |
| About.com              | [ 3 ]                  |

Dos mundos é um álbum de estúdio do cantor mexicano Alejandro Fernández. Gravado pela Fonovisa Records, é dividido em duas partes: Evolución + Tradición.
A música "Mañana es para siempre" é tema de abertura da novela homônima.

## Certificações
| Ano  | Indicado  | Vendas  | País    | Certificação      |
| ---- | --------- | ------- | ------- | ----------------- |
| 2009 | Evolución | 150.000 | México  | 2× platina + ouro |
| 2009 | Tradición | 120.000 | México  | 2× platina        |
| 2009 | Evolución | 60.000  | Espanha | platina           |